# Nguyễn Thị Hoàng
Nguyễn Thị Hoàng (sinh năm 1939) là một nữ nhà văn, nhà thơ người Việt Nam. Bà là một trong những nhà văn miền Nam được nhiều người biết đến trước năm 1975.
Bà sinh ngày 11 tháng 12 năm 1939 tại Huế thuộc Liên bang Đông Dương. Năm 1957, bà chuyển vào sinh sống ở Nha Trang rồi đến năm 1960 bà vào Sài Gòn học Đại học Văn khoa và Luật nhưng bà bỏ ngang, không học hết mà lên Đà Lạt dạy học. Đến năm 1966, bà chuyển sang chuyên tâm viết tiểu thuyết.
Cùng với văn xuôi, Nguyễn Thị Hoàng còn tham gia sáng tác thơ và từ đó bà trở thành một người nổi tiếng trong giới văn nghệ chuyên viết về những mâu thuẫn nội tại của giới trẻ Sài Gòn trong suốt thập niên 1960.
Theo Phạm Chu Sa, Nguyễn Thị Hoàng là một trong những nhà văn nữ tài năng thật sự và tên tuổi đã được khẳng định ở miền Nam trước 1975. Bà có những tiểu thuyết với giọng văn trau chuốt bóng bẩy và là một trong vài tác giả có sách bán chạy nhất thời đó .
Sau sự kiện 30 tháng 4 năm 1975, bà hầu như biến mất khỏi giới nghệ thuật và sống một cuộc sống yên lặng đến tận 1990, khi bà cho ra đời Nhật ký của im lặng. Vào năm 2007, bà lại xuất hiện qua một tùy bút nhan đề "Nghĩ từ thơ Thái Kim Lan" được đăng trên Tạp chí Văn hoá Phật giáo (số xuân Mậu Tí, 12.2007).
Tháng 3 năm 2021, Nhã Nam và NXB Hội nhà văn đã tái bản Vòng tay học trò và 4 tác phẩm khác của Nguyễn Thị Hoàng

## Tác phẩm

### Văn xuôi
Tác phẩm đầu tay của bà có nhan đề Vòng tay học trò được sáng tác dưới bút danh Hoàng Đông Phương. Đây là một tiểu thuyết hiện sinh mô tả vấn đề tình yêu, tình dục giữa một cô giáo tên Tôn Nữ Quỳnh Trâm và cậu học trò Nguyễn Duy Minh, được đăng dưới hình thức nhiều kỳ trên tạp chí Bách Khoa. Tác phẩm trở thành một trong những tác phẩm gây tranh cãi nhất thời kỳ này , và về sau được tái bản nhiều lần.
Ngoài "Vòng tay học trò" (1966), Nguyễn Thị Hoàng còn sáng tác nhiều tác phẩm khác, ví dụ như:
- Cuộc tình trong ngục thất
- Tiếng chuông gọi người tình trở về
- Tuần trăng mật màu xanh
- Một ngày rồi thôi
- Trên thiên đường ký ức (1967)
- Tuổi Saigon (1967)
- Vào nơi gió cát (1967)
- Cho những mùa xuân phai (1968)
- Mảnh trời cuối cùng (1968)
- Ngày qua bóng tối (1968)
- Về trong sương mù (1968)
- Đất hứa (1969)
- Một ngày rồi thôi (1969)
- Vực nước mắt (1969)
- Tiếng chuông gọi người tình trở về (1969)
- Vết sương trên ghế hồng (1970)

### Thơ
Các tập thơ:
- Sầu riêng (1960)
- Kiếp đam mê (1961)
- Mây bay qua trời xưa (2020)